# Pjatnitskoje Sjosse
Pjatnitskoje Sjosse (ryska: Пятницкое шоссе, "Pjatnitskoje-vägen"), är nordvästra slutstationen på Arbatsko–Pokrovskaja-linjen i Moskvas tunnelbana. 
Stationen ligger vid Pjatnitskojevägen i Mitinodistriktet i Moskvas nordvästra utkant. Pjatnitskojevägen (R111) är en av huvudvägarna ut från Moskva och går mot nordväst till Solnetsjnogorsk. 
Stationen öppnades i december 2012.